# Yagaji-jima
Yagaji-jima (屋我地島) est une île japonaise de l'archipel d'Okinawa en mer de Chine orientale. Elle est séparée de l'île d'Okinawa par un bras de mer.
D'un point de vue administratif, elle fait partie de la ville de Nago dans la préfecture d'Okinawa.

### Liens externes

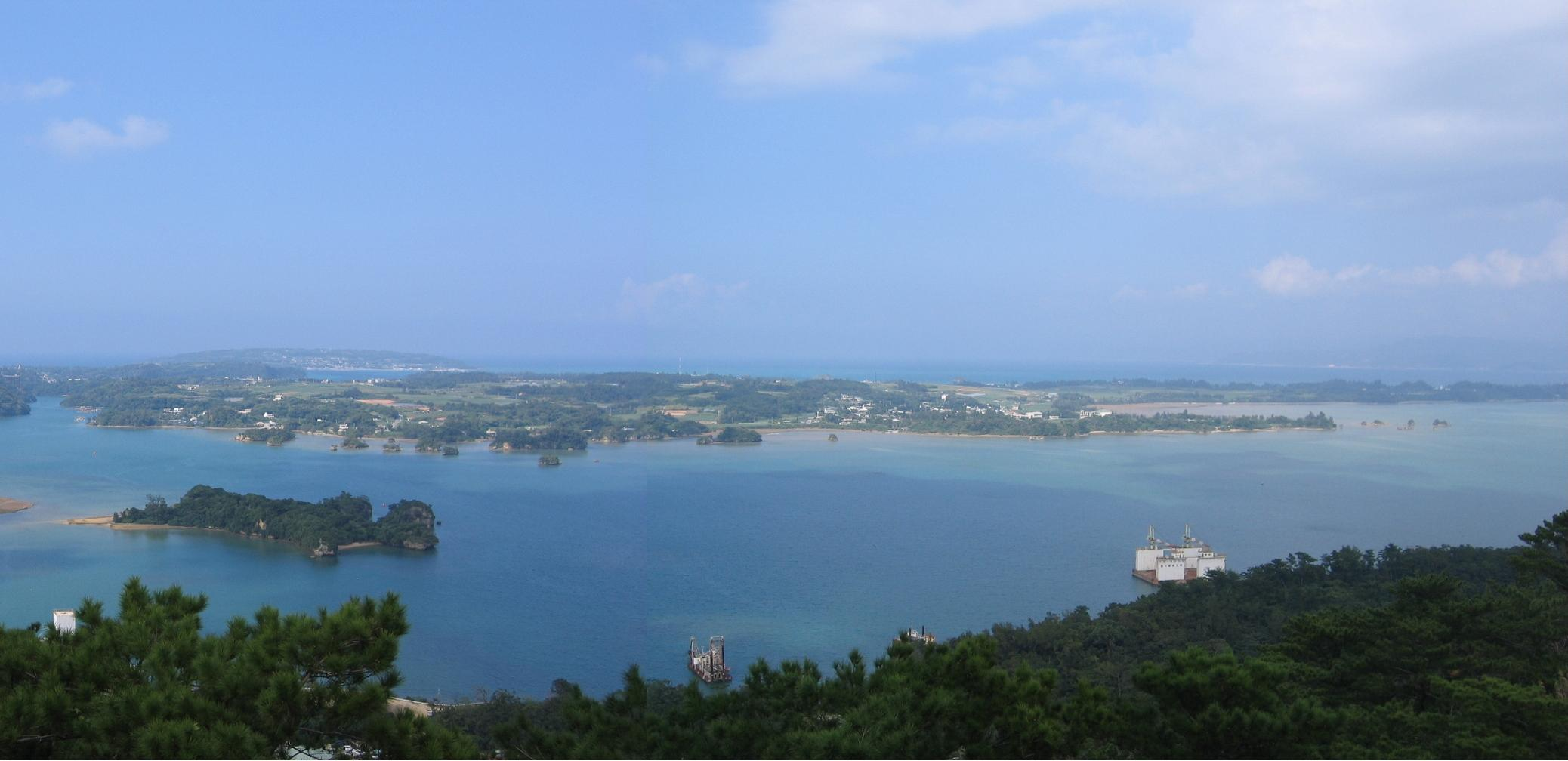